# سحابی آدمک
سحابی آدمک (انگلیسی: Homunculus Nebula) یک سحابی دوقطبی از نوع گسیلشی و بازتابی است که سامانهٔ ستاره‌ای بزرگ اتا شاه‌تخته را احاطه کرده و حدود ۷۵۰۰ سال نوری (۲۳۰۰ پارسک) از زمین فاصله دارد.
این سحابی در سحابی شاه‌تخته، که یک منطقه اچ ۲ بزرگ و فعال در ستاره‌زایی است، جای گرفته است. نام آن از واژه لاتین homunculus به‌معنی «آدم کوچک» گرفته شده و شامل گازهایی است که از اتا شاه‌تخته در جریان «انفجار بزرگ» خارج شده‌اند. این رویداد ~۷٬۵۰۰ سال قبل از مشاهده آن روی زمین (از ۱۸۳۸ تا ۱۸۴۵) رخ داده است.
این سحابی همچنین شامل گرد و غباری است که بخش بزرگی از نور سامانهٔ ستاره‌ای مرکزی و بسیار درخشان را جذب کرده و آن را به صورت فروسرخ (IR) بازتاب می‌کند. سحابی آدمک در طول‌موج‌های میانه فروسرخ روشن‌ترین جسم آسمان است.

## شکل‌گیری
در سال ۱۸۴۱، ستاره اتا شاه‌تخته در یک انفجار عظیم از یک نقطه نورانی به یک شکل عجیب تبدیل شد. این انفجار خورشیدی دو لَختهٔ حبابی‌شکل به وجود آورد که به آن سحابی آدمک می‌گویند.
به نظر می‌رسد که شدت انفجار به‌طور یکنواخت در همه جهات پخش نشده است. شاید به دلیل شکل نامتقارن ستاره‌های مرکزی یا تعاملات ناشی از موج‌های ضربه‌ای در زمان انفجار، ماده‌ای که از ستاره بیرون رانده شده بود به دو بخش تقسیم شد و به شکل دو حباب عظیم با سرعت ۶۶۸ کیلومتر در ثانیه گسترش یافت. این حباب‌ها آن‌قدر سریع بزرگ شده‌اند که حتی در فاصله ۸۰۰۰ سال نوری نیز می‌توانیم شیارها و خطوط گردوغبار در آن‌ها را مشاهده کنیم.
بخش میانی باریک سحابی که به رنگ بنفش می‌درخشد، موقعیت ستاره اتا را نشان می‌دهد. احتمالاً این بخش به دلیل خالی شدن از گردوغبار، نور آبی‌تر را منعکس می‌کند، در حالی که دو لخته غبارآلودتر هستند و فقط نور قرمز از آن‌ها عبور می‌کند.
درون سحابی آدمک، یک ساختار کوچک‌تر به‌نام «آدمک کوچک» قرار دارد که شامل پوسته‌ای از مواد شوک‌دیده از بادهای ستاره‌ای است و به «آدمک نوزاد» شهرت یافته است.
سحابی آدمک در نتیجه یک فوران عظیم از اتا شاه‌تخته ایجاد شد. نور این رویداد در سال ۱۸۴۱ به زمین رسید، زمانی که اتا شاه‌تخته برای مدت کوتاهی به دومین ستاره درخشان آسمان بعد از شباهنگ تبدیل شد؛ گاز و غبار پرتاب‌شده از آن زمان بیشتر نور آن را مسدود کرده‌اند. این انفجار شبه‌ابرنواختر دو لَختهٔ قطبی و یک دیسک بزرگ اما نازک مدار نزدیک به استوا را ایجاد کرد که همه با سرعتی تا ۶۷۰ کیلومتر بر ثانیه (۱٬۵۰۰٬۰۰۰ مایل بر ساعت) به سمت بیرون حرکت می‌کنند.
سحابی آدمک ساختاری تقریباً منحصربه‌فرد است که باور می‌رود ناشی از سن بسیار جوان آن باشد. این بدان معناست که شکل و ساختار آن تقریباً کاملاً به دلیل فوران اولیه است و نه تعامل با مواد بین‌ستاره‌ای اطراف. فرضیه‌هایی مبنی بر اینکه ناحیه کمر بین دو لخته توسط «فشرده‌سازی» ناشی از مواد متراکم اطراف ایجاد شده است، رد شده‌اند و اکنون باور بر این است که پوسته‌های دوقطبی به دلیل جریان‌های قطبی متمرکز مواد ایجاد شده‌اند و کمربند استوایی توسط فرار مواد سریع‌تر پرتاب‌شده از نازک‌ترین بخش‌های پوسته‌ها شکل گرفته است. پرتاب مواد بیشتر در راستای محور چرخش ستارگان یا مدار دوتایی ممکن است ناشی از چرخش خود اتا شاه‌تخته A باشد که منجر به از دست‌دادن جرم بیشتر در جهت قطب‌ها می‌شود.
نازکی پوسته‌های دوقطبی نشان می‌دهد که آن‌ها در حدود پنج سال پرتاب شده‌اند. نامنظمی‌ها در ساختار نسبتاً صاف پوسته‌ها احتمالاً ناشی از تعاملات بین بادهای دو ستاره مرکزی و حرکت مداری آن‌ها است.
تحلیل انبساط سحابی زمانی برای تشکیل آن برابر با ۱۸۴۷٫۱±۰٫۸ yr ارائه داده است. این تاریخ با اوج روشنایی و برآوردهای حضیض عبور ستاره ثانویه ناسازگار است.

## تاریخچه مشاهدات
در سال ۱۹۱۴ گزارش شد که اتا شاه‌تخته دارای یک همدم کم‌نور است و ماهیت غیرستاره‌ای دارد.

## شکل
سحابی آدمک شامل دو لَختهٔ (لوب) شمال‌غربی و جنوب‌شرقی است. لَخته‌ها تقریباً ۷″ عرض و ۵″ طول دارند. همچنین یک کمربند استوایی نامنظم از مواد وجود دارد که به‌صورت ضعیف در تصاویر عمیق در طول‌موج‌های خاص دیده می‌شود.
سحابی دوقطبی به گونه‌ای زاویه‌دار است که لخته شمال‌غربی (NW) از زمین دورتر از لخته جنوب‌شرقی (SE) قرار دارد. کل سحابی در حال انبساط است، به طوری که لخته SE به‌صورت آبی‌انتقال و لخته NW به‌صورت قرمزانتقال نسبت به منبع مرکزی دیده می‌شوند. لخته‌ها بخش عمده‌ای از مواد سحابی آدمک را در خود جای داده‌اند و شامل پوسته‌های نسبتاً نازکی هستند که به سمت قطب‌ها متمرکز شده‌اند. این پوسته‌ها از دو بخش تشکیل شده‌اند: یک بخش داخلی گرم و یک بخش بیرونی خنک و پرجرم‌تر. پوسته‌ها صاف و نازک به نظر می‌رسند، که نشان می‌دهد در زمانی کوتاه به‌اندازه پنج سال بیرون ریخته‌اند. درون پوسته‌ها خطوطی از غبار ضخیم‌تر قابل شناسایی است.

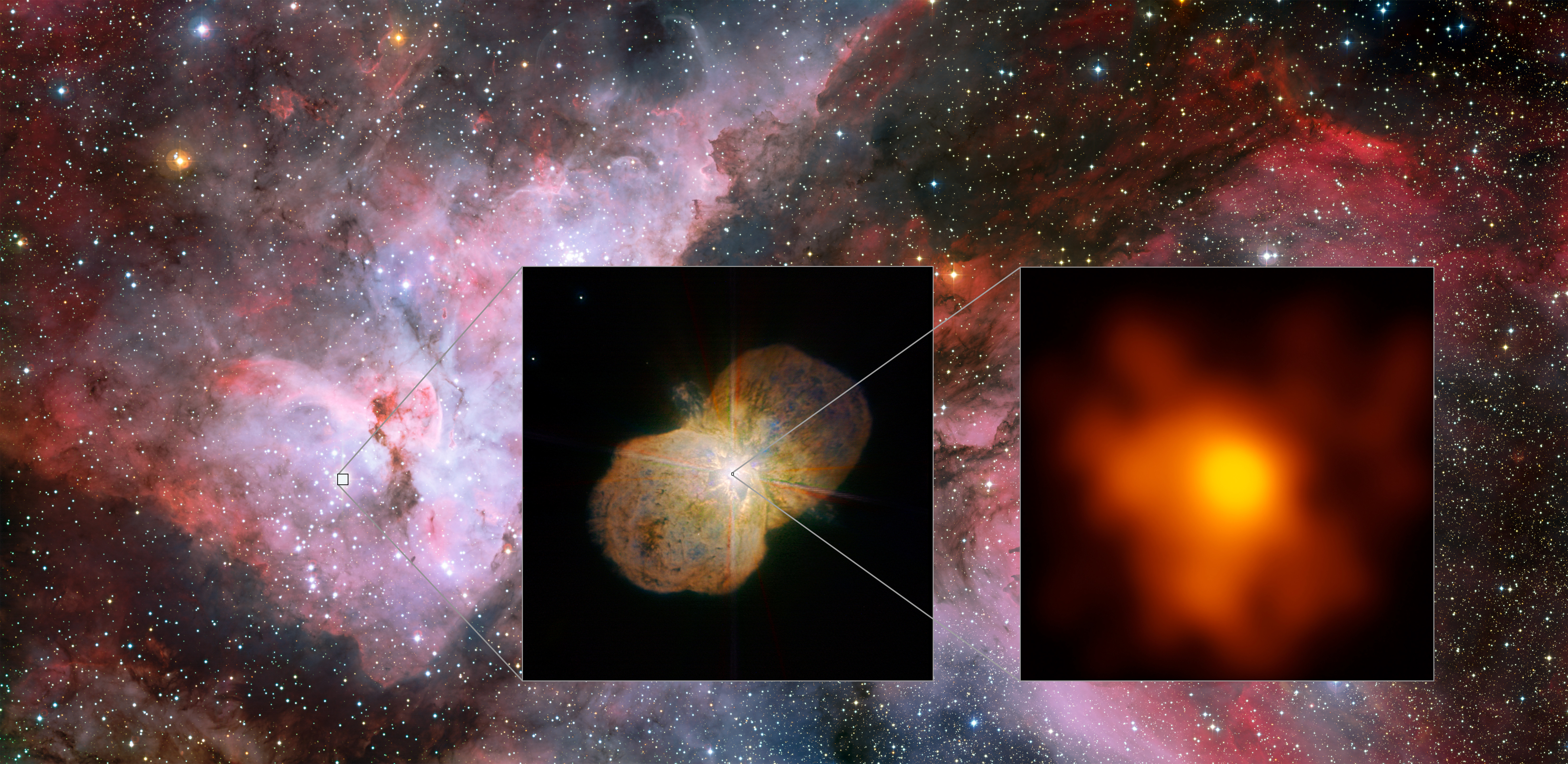
نمای نزدیک از اتا شاه‌تخته. سحابی شاه‌تخته (چپ)، سحابی آدمک (مرکز)، و تصویر با وضوح بالا از اتا شاه‌تخته (راست).

هر لخته دارای «سوراخ قطبی» است، هرچند مشخص نیست که آیا این سوراخ یک شکاف واقعی در پوسته لخته است یا فقط یک فرورفتگی عمیق. در اطراف هر سوراخ قطبی، یک «شکاف» وجود دارد که به‌صورت نیم‌دایره‌هایی تقریباً متمرکز بر محور لخته‌ها دیده می‌شود و ممکن است دایره‌های کامل تشکیل دهند. همچنین فرورفتگی‌ها و برآمدگی‌های نامنظم کوچکتری در لخته‌ها وجود دارد که تقارن دارند و ویژگی‌های مشابهی در هر دو لخته دیده می‌شود. این شامل برآمدگی‌های تختی در عرض جغرافیایی حدود ۱۰ درجه و برآمدگی‌های کوچکتری نزدیک به کمربند استوایی است.
جرم سحابی را نمی‌توان به‌طور مستقیم تعیین کرد، اما مقدار غبار به‌دقت قابل اندازه‌گیری است و می‌توان نسبت گاز به غبار را برای محاسبه جرم کل استفاده کرد. جرم کل غبار حدود ۰٫۴ M☉ برآورد شده است که منجر به تخمین‌هایی از وجود تا ۴۰ M☉ گاز در خود سحابی آدمک می‌شود. تقریباً مقدار مشابهی از مواد در مواد بیرونی شناسایی شده است که در زمان‌های قبل‌تر، اما در هزار سال گذشته، تشکیل شده‌اند. محاسبات قدیمی‌تر تخمین‌هایی بین ۱۰–۱۵ M☉ ارائه کرده بودند.

## گره‌های وایگلت
مطالعات اولیه از طریق اسپکل اینترفرومتری نشان داد که منطقه مرکزی سحابی آدمک شامل چهار منبع نقطه‌ای است که ابتدا به نام‌های A1، A2، A3 و A4 شناخته شدند. این منابع بعداً به‌عنوان A, B، C و D شناخته شدند. مطالعات با وضوح بالاتر نشان داد که تنها منبع درخشان‌تر A یک منبع ستاره‌ای واقعی است و سه منبع دیگر، تراکم‌های کوچک سحابی هستند. این سه «گره وایگلت» (Weigelt Blob) بیشتر در نوری که مستقیماً از ستاره‌های اتا شاه‌تخته بازتاب می‌شود، دیده می‌شوند. گره‌ها به‌نظر می‌رسد که در نزدیکی صفحه استوایی سیستم ستاره‌ای قرار دارند، اما منشأ آن‌ها مشخص نیست. سرعت آن‌ها اندازه‌گیری شده است، اما با عدم قطعیت‌هایی می‌تواند به فوران سال ۱۸۹۰ یا رویداد ۱۹۴۱ نسبت داده شود. مسئله با توجه به شتاب حرکت آهسته آن‌ها به دلیل بادهای ستاره‌ای شدید پیچیده‌تر می‌شود.

## طیف

تصویر فرابنفش سحابی آدمک که توسط تلسکوپ فضایی هابل گرفته شده است

طیف سحابی آدمک پیچیده است و از اجزای بازتابی، حرارتی و گسیلی در طول‌موج‌های مختلف طیف الکترومغناطیسی تشکیل شده است. ویژگی غالب آن تابش جسم سیاه از غباری است که توسط ستارگان درون سحابی گرم شده است. بر روی این تابش، مقداری نور بازتابی از ستارگان وجود دارد که عمدتاً از ویژگی‌های متراکم درون سحابی بازتاب می‌یابد و خطوط طیفی قوی در بخش مرئی و فرابنفش را در حالت گسیل نشان می‌دهد. همچنین خطوط گسیلی از گاز یونیزه‌شده وجود دارد که هنگام برخورد با مواد کندتر یا تحریک‌شدن توسط تابش الکترومغناطیسی با انرژی بالا از ستارگان، ایجاد می‌شود. انتشار یونیده (یونیزه) شبیه به سحابی سیاره‌نما است اما در سطح پایین‌تر از یونش به دلیل دمای کمتر ستارگان مرکزی رخ می‌دهد. خطوط قوی شامل [Fe ii] و [N ii] است که مشابه با بادهای ستاره‌ای خود ستارگان هستند اما با پروفیل‌های باریک‌تر.
امواج شوک در لبه‌های بیرونی مواد پرتاب‌شده تا میلیون‌ها کلوین گرم می‌شوند و تابش پرتو ایکس ایجاد می‌کنند. لخته‌های سحابی آدمک، امواج رادیویی زیادی از جمله تابش در خط هیدروژن منتشر می‌کنند.
طیف بازتابی لخته‌های سحابی آدمک بسته به موقعیت متفاوت است زیرا ستاره مرکزی تابش متفاوتی در عرض‌های جغرافیایی مختلف سطح خود ایجاد می‌کند. این تنها ستاره‌ای است که چنین تأثیری را می‌توان در آن مشاهده کرد.

## فاصله

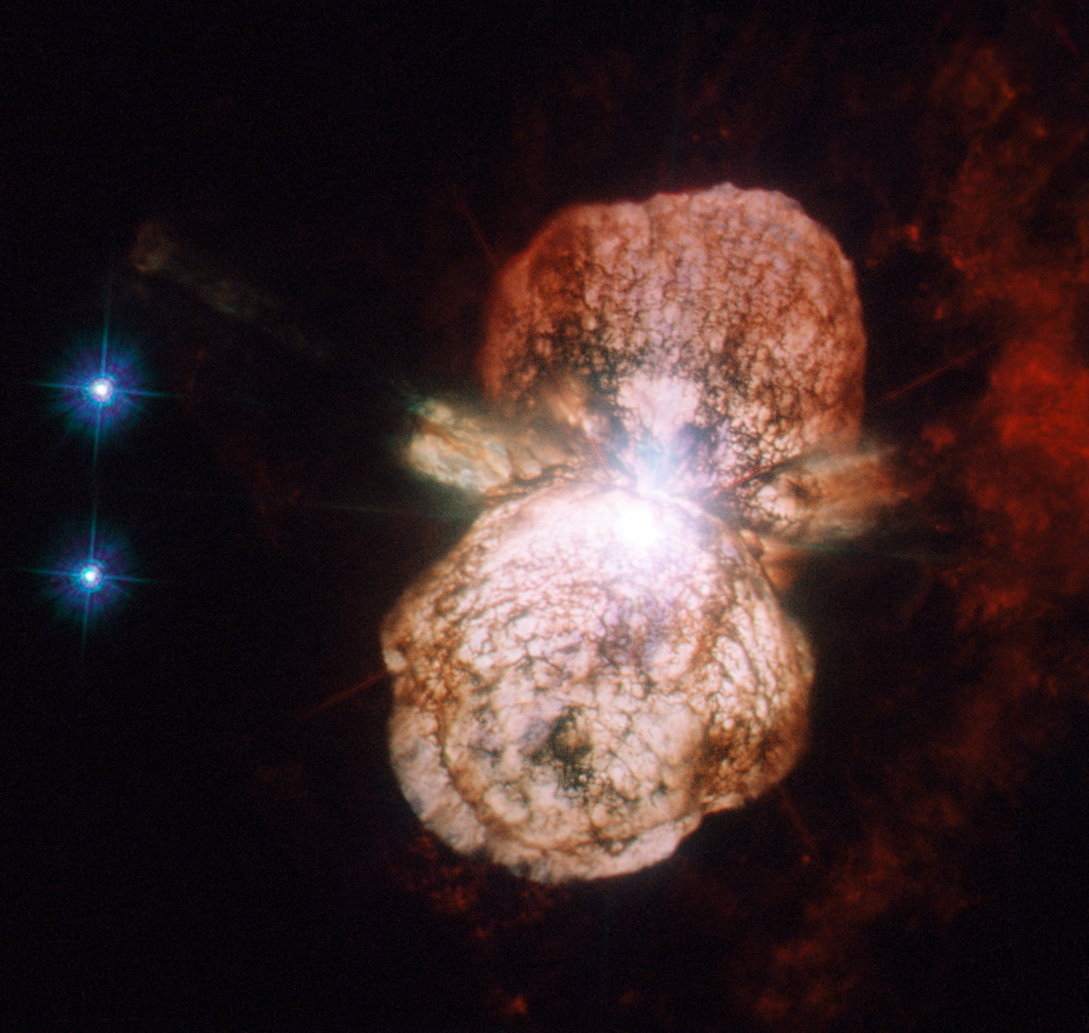
سحابی آدمک اطراف اتا شاه‌تخته (تصویر فرابنفش و مرئی HST)

فرض بر این است که سحابی آدمک و اتا شاه‌تخته تقریباً در همان فاصله‌ای قرار دارند که ترومپلر ۱۶ و سحابی شاه‌تخته، اما فاصله این اجرام با دقت زیادی مشخص نیست. در عوض، فاصله خود سحابی آدمک را می‌توان با استفاده از اندازه‌گیری‌های انبساط آن محاسبه کرد. سرعت نقاط خاصی درون پوسته نازک لخته‌های سحابی آدمک با استفاده از اثر دوپلر خطوط طیفی در آن نقاط اندازه‌گیری می‌شود، با فرض اینکه لخته‌ها متقارن هستند.
در طیف، دو جابجایی دوپلر مختلف قابل مشاهده است: یکی برای خطوط گسیل مستقیم؛ و دیگری برای خطوط بازتابی از اتا شاه‌تخته A. جابجایی دوپلر خطوط مستقیم، سرعت انبساط پوسته را در راستای خط دید نشان می‌دهد. با فرض منشأ آن در فوران بزرگ اتا شاه‌تخته و سرعت انبساط ثابت، این اندازه‌گیری فاصله خطی پوسته از ستاره مرکزی را در راستای خط دید مشخص می‌کند. تفاوت بین سرعت جابجایی دوپلر خطوط بازتابی و خطوط مستقیم نیز فاصله پوسته از ستاره مرکزی را نشان می‌دهد، باز هم با فرض انبساط با سرعت ثابت از زمان فوران بزرگ.
مشاهدات طیف سحابی آدمک در یک فاصله زاویه‌ای خاص از ستاره مرکزی نشان داده است که فاصله خطی واقعی آن نقطه از ستاره مرکزی چیست، که این فاصله را تعریف می‌کند. مقادیر به‌دست‌آمده با استفاده از این روش حدود ۲٫۳ kpc با حاشیه خطای حدود ۱۰۰ pc هستند.
همین محاسبات همچنین زاویه محور سحابی آدمک را نسبت به خط دید تعیین می‌کند. این زاویه برابر با ۴۱ درجه است، یا ۴۹ درجه نسبت به صفحه آسمان، که به این معناست که این سحابی کمی بیشتر «رو به جلو» از «پهلو» دیده می‌شود.